# Portaledge

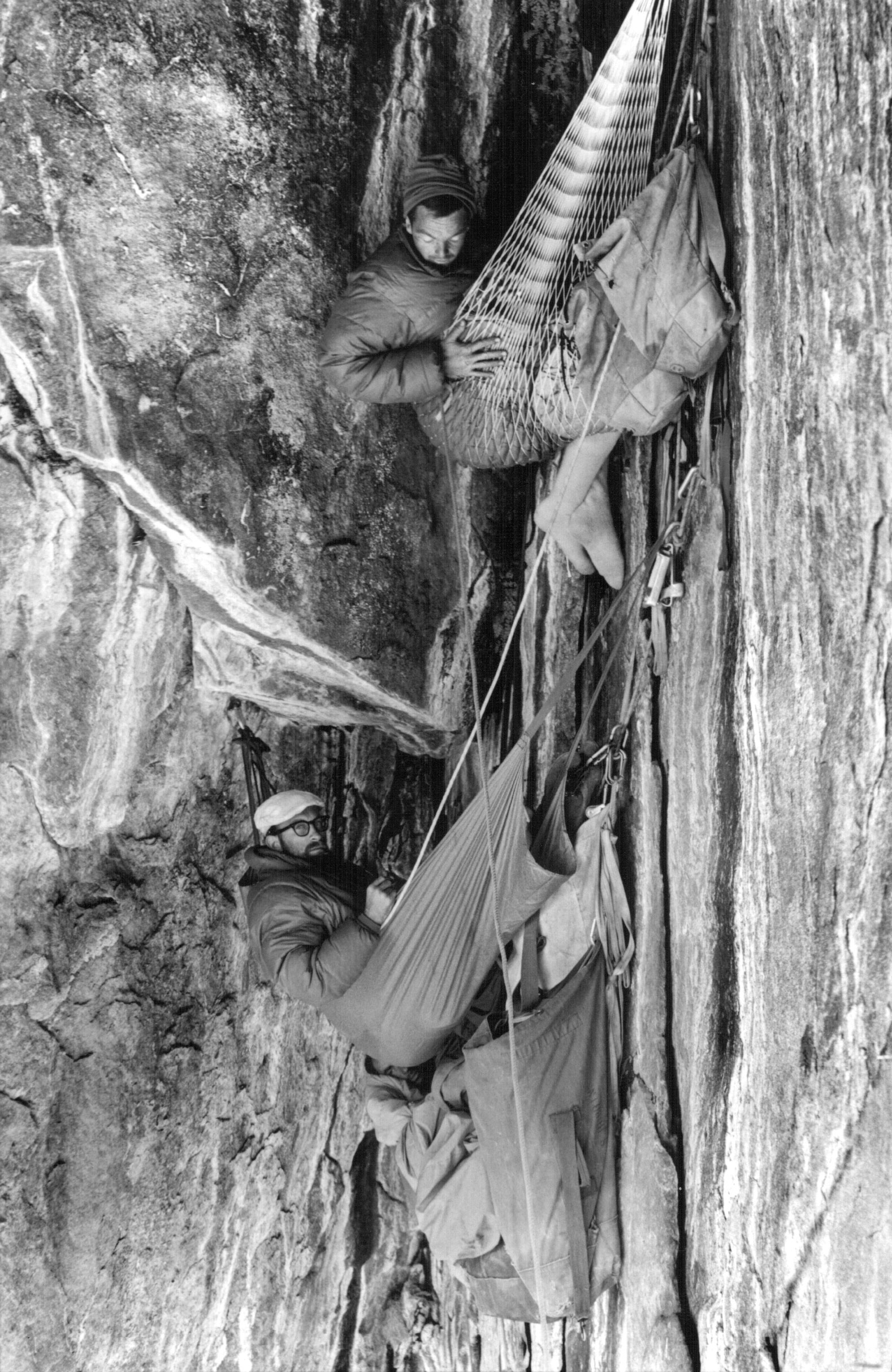
Des hamacs étaient utilisés par les grimpeurs avant le développement des portaledges.

Un portaledge, également appelé tente de paroi, est un système accrochable destiné aux grimpeurs qui passent plusieurs jours et nuits sur des grandes voies notamment en style capsule. Un portaledge assemblé est une plateforme de tissu encadrée d'une structure métallique ; ce cadre est accroché à un point du relais au moyen de sangles ajustables. Une couverture séparée couvre le système entier en cas de mauvais temps.

## Histoire

### 1980 - 1986
Les premiers portaledges utilisés au Yosemite sont des lits de camp non-pliants volé de Housekeeping Camp dans la vallée qui vend de tels lits pour les campeurs. Mike Graham est la première personne reconnue pour avoir produit le premier modèle de portaledge pliant sous le nom de sa société « Gramicci Products » basé à Ventura en Californie. Ses portaledges apparaissent au tout début des années 1980 et révolutionne le confort pour les ascensions de plusieurs jours. Quelques petites sociétés s'essayent à fabriquer des portaledges mais ne réussissent pas à percer dans ce marché de niche. Vers 1984 une petite société californienne nommée Fish Products commence la production de portaledge conçu par le fondateur Russ Walling. Cette société continue d'en produire 25 ans plus tard et fournit également d'autres matériels pour les grimpeurs de big wall.

### 1986 - 1998
En 1986, A5 Adventures est fondé et mené par John Middendorf (en), un ingénieur mécanicien de l'université Stanford. Quelque temps plus tôt John, Steve Bosque et Mike Corbett ont failli mourir en raison de la défaillance d'un portaledge au cours d'une tempête de trois jours lors de l'ascension de la face sud de Half Dome ; cet évènement pousse le fondateur à revoir la conception des portaledges modernes.
Les portaledges A5 sont conçus pour résister grandement aux mauvaises conditions météorologiques et pour être structurellement stables et résistants. Ils sont les premiers à supporter les mauvaises conditions de certains secteurs tels que l'Himalaya et le Karakorum ; cela permet aux grimpeurs d'étendre leur travail aux plus grands rochers dans le monde. John Middendorf utilise lui-même les portaledges A5 sur certains des plus durs big wall du monde tel qu'en 1992 l'ascension de Grand Voyage aux Tours de Trango, le plus haute longue voie du monde (1 350 m). Ces portaledges sont vendus dans le monde entier et mis en avant par Abitare, une revue italienne de design

### 1998 - 2014
La société A5 Adventures est acquise par The North Face en 1998. Middendorf continue de diriger la production durant deux années supplémentaires chez North Face avant de continuer en dehors de l'industrie de l'escalade. Anker Climbing Equipment (ACE) tenu par Conrad Anker rachète le design des portaledges à The North Face en 2002 et continue la production de portaledge sous la marque ACE. Finalement, la société ACE est acquise par Black Diamond Equipment en 2005.
Metolius Climbing est également un revendeur de portaledge et est basé aux États-Unis.

## Conception
La structure est souvent en tube d'aluminium qui est un matériau offrant un compromis poids/résistance intéressant. Les sangles d'accroches sont réglables afin de positionner le portaledge à l'horizontale contre la paroi.
Selon les besoins, ils peuvent être recouvert afin d'offrir un abri contre le mauvais temps. Le cas échéant, une ou deux entrées sont disposées de chaque côté. Des points de ventilations sont nécessaires afin d'éviter la condensation à l'intérieur. Certains modèles présentent des boucles supplémentaires sur le cadre afin d'accrocher plus facilement le matériel annexe. Également on peut trouver un rope bag (sac à corde) qui offrira également une protection pour poser les pieds lorsque le premier de cordée grimpe assuré par le second.

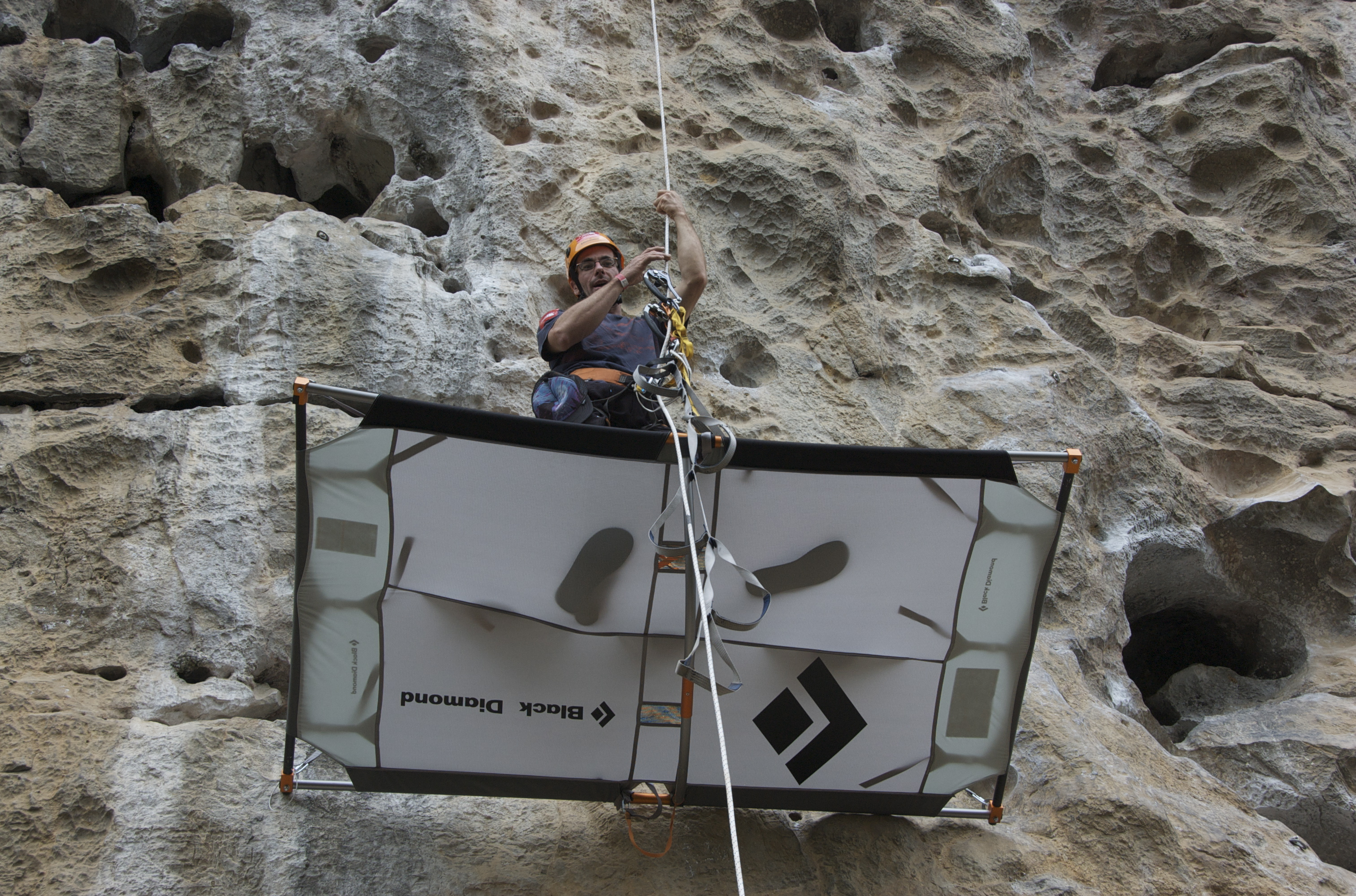
Vue d'un portaledge par en-dessous.
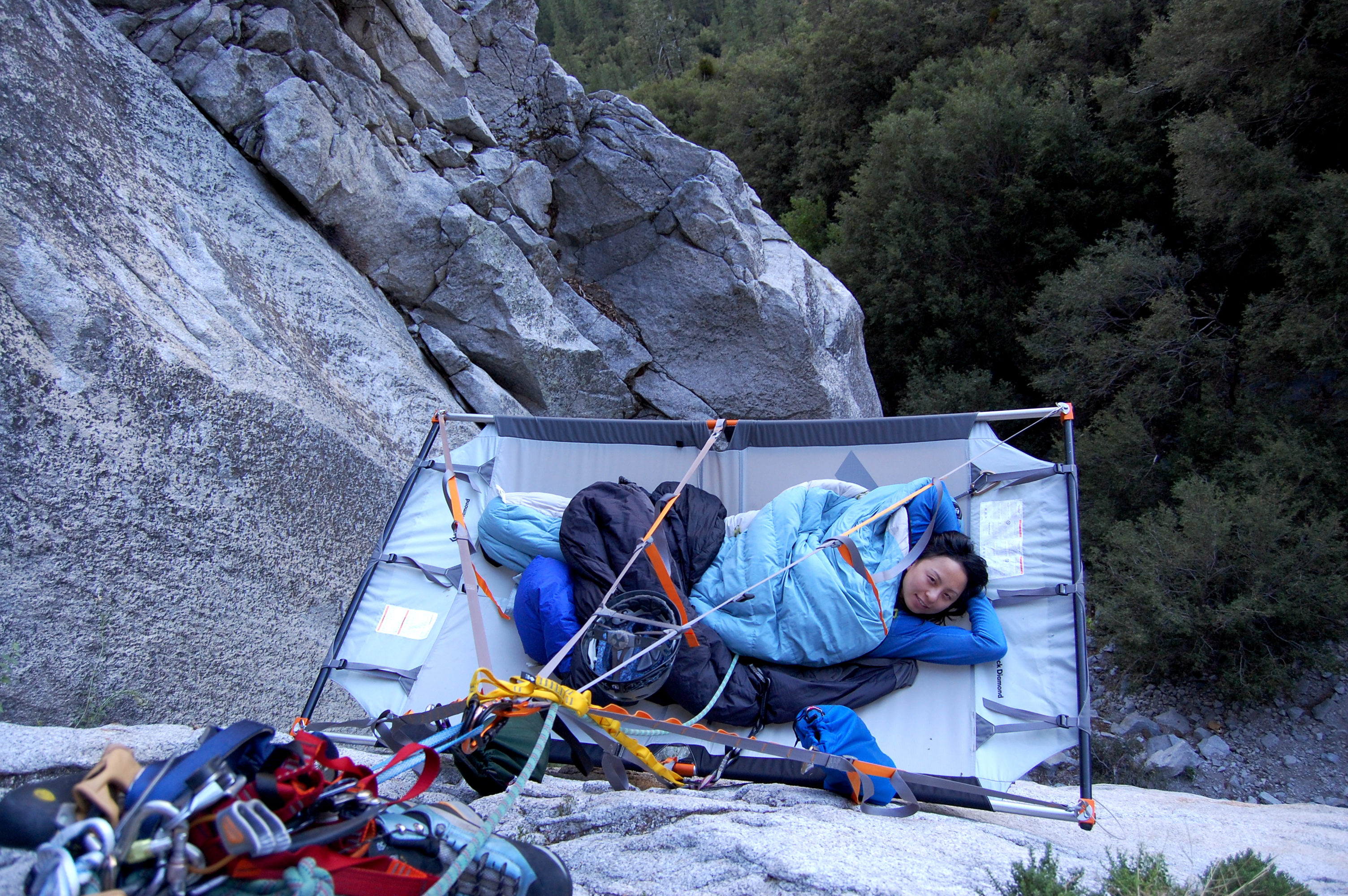
Utilisation pour dormir avec un sac de couchage.